# Вулька-Кадлубська
Вулька-Кадлубська (пол. Wólka Kadłubska) — село в Польщі, у гміні Радзанув Білобжезького повіту Мазовецького воєводства.
У 1975-1998 роках село належало до Радомського воєводства.